# کارانچو
کارانچو (اسپانیایی: Carancho‎) یک فیلم جنایی آرژانتینی به کارگردانی پابلو تراپرو است که در سال ۲۰۱۰ منتشر شد. این فیلم در بخش نوعی نگاه در جشنواره فیلم کن ۲۰۱۰ به‌نمایش درآمد. این فیلم، نمایندهٔ کشور آرژانتین در رقابت برای جایزه اسکار بهترین فیلم بین‌المللی در هشتاد و سومین دوره جوایز اسکار بود که به فهرست نهایی نامردها راه نیافت. از بازیگران این فیلم می‌توان به ریکاردو دارین و مارتینا گوسمن اشاره کرد.